# Globo de Ouro de melhor atriz em comédia ou musical

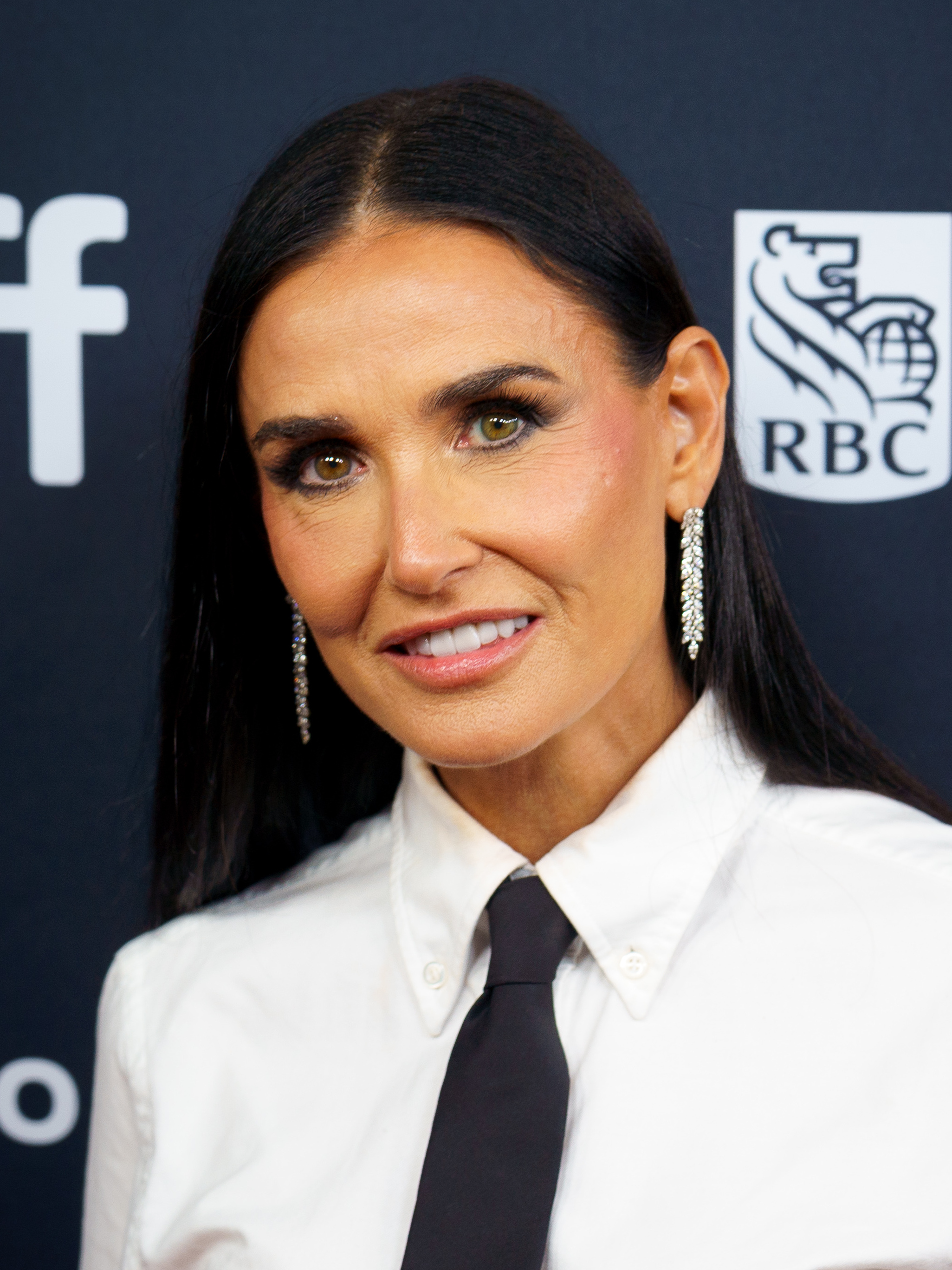
Vencedora mais recente: Demi Moore por A Substância

Esta é uma lista com as indicadas/nomeadas e vencedoras do prémio Globo de Ouro atribuído pela Associação de Correspondentes Estrangeiros de Hollywood na categoria de Melhor Atriz em cinema - comédia ou musical. O prémio tem o título original em inglês Golden Globe Award for Best Actress in a Motion Picture – Musical or Comedy.
Nota: 
- "†" indica a vencedora do Oscar de Melhor Atriz no mesmo ano.
- "‡" indica uma indicada ao Oscar
- "§" indica uma vencedora do Golden Globe mas não foi indicada ao Oscar.

## Vencedoras e nomeadas

### 1950
| Ano  | Atriz              | Personagem                 | Filme                           |
| ---- | ------------------ | -------------------------- | ------------------------------- |
| 1950 | Judy Holliday †    | Emma "Billie" Dawn         | Born Yesterday                  |
| 1950 | Spring Byington    | Louisa Norton              | Louisa                          |
| 1950 | Betty Hutton       | Annie Oakley               | Annie Get Your Gun              |
| 1951 | June Allyson §     | Cynthia Potter             | Too Young to Kiss               |
| 1952 | Susan Hayward ‡    | Jane Froman                | With a Song in My Heart         |
| 1952 | Katharine Hepburn  | Pat Pemberton              | Pat and Mike                    |
| 1952 | Ginger Rogers      | Edwina Fulton              | Monkey Business                 |
| 1953 | Ethel Merman §     | Sally Adams                | Call Me Madam                   |
| 1953 | Marilyn Monroe     | Lorelei Lee                | Gentlemen Prefer Blondes        |
| 1954 | Judy Garland ‡     | Vicki Lester               | A Star Is Born                  |
| 1955 | Jean Simmons §     | Sarah Browne               | Guys and Dolls                  |
| 1956 | Deborah Kerr ‡     | Anna Leonowens             | The King and I                  |
| 1956 | Judy Holliday      | Laura Partridge            | The Solid Gold Cadillac         |
| 1956 | Machiko Kyō        | Lotus Blossom              | The Teahouse of the August Moon |
| 1956 | Marilyn Monroe     | Chérie                     | Bus Stop                        |
| 1956 | Debbie Reynolds    | Polly Parish               | Bundle of Joy                   |
| 1957 | Kay Kendall §      | Sybil Wren                 | Les Girls                       |
| 1957 | Cyd Charisse       | Nina "Ninotchka" Yoschenko | Silk Stockings                  |
| 1957 | Audrey Hepburn     | Ariane Chavasse            | Love in the Afternoon           |
| 1957 | Jean Simmons       | Anne Leeds                 | This Could Be the Night         |
| 1958 | Rosalind Russell ‡ | Mame Dennis                | Auntie Mame                     |
| 1958 | Ingrid Bergman     | Anna Kalman                | Indiscreet                      |
| 1958 | Leslie Caron       | Gigi                       | Gigi                            |
| 1958 | Doris Day          | Isolde Poole               | The Tunnel of Love              |
| 1958 | Mitzi Gaynor       | Nellie Forbush             | South Pacific                   |
| 1959 | Marilyn Monroe §   | "Sugar Kane" Kowalczyk     | Some Like It Hot                |
| 1959 | Dorothy Dandridge  | Bess                       | Porgy and Bess                  |
| 1959 | Doris Day ‡        | Jan Morrow                 | Pillow Talk                     |
| 1959 | Shirley MacLaine   | Meg Wheeler                | Ask Any Girl                    |
| 1959 | Lilli Palmer       | Kathryn Ward               | But Not for Me                  |

### 1960
| Ano  | Atriz              | Personagem                                                     | Filme                                 |
| ---- | ------------------ | -------------------------------------------------------------- | ------------------------------------- |
| 1960 | Shirley MacLaine ‡ | Fran Kubelik                                                   | The Apartment                         |
| 1960 | Lucille Ball       | Kitty Weaver                                                   | The Facts of Life                     |
| 1960 | Capucine           | Princesa Carolyne da Rússia                                    | Song Without End                      |
| 1960 | Judy Holliday      | Ella Peterson                                                  | Bells Are Ringing                     |
| 1960 | Sophia Loren       | Lucia Curcio                                                   | It Started in Naples                  |
| 1961 | Rosalind Russell § | Sra. Jacoby                                                    | A Majority of One                     |
| 1961 | Bette Davis        | Apple Annie                                                    | Pocketful of Miracles                 |
| 1961 | Audrey Hepburn ‡   | Holly Golightly                                                | Breakfast at Tiffany's                |
| 1961 | Hayley Mills       | Susan Evers / Sharon McKendrick                                | The Parent Trap                       |
| 1961 | Miyoshi Umeki      | Mei Li                                                         | Flower Drum Song                      |
| 1962 | Rosalind Russell § | Rose Hovick                                                    | Gypsy                                 |
| 1962 | Doris Day          | Kitty Wonder                                                   | Billy Rose's Jumbo                    |
| 1962 | Jane Fonda         | Isabel Haverstick                                              | Period of Adjustment                  |
| 1962 | Shirley Jones      | Marian Paroo                                                   | The Music Man                         |
| 1962 | Natalie Wood       | Louise                                                         | Gypsy                                 |
| 1963 | Shirley MacLaine ‡ | Irma la Douce                                                  | Irma la Douce                         |
| 1963 | Ann-Margret        | Kim MacAffee                                                   | Bye Bye Birdie                        |
| 1963 | Doris Day          | Ellen Wagstaff Arden                                           | Move Over, Darling                    |
| 1963 | Audrey Hepburn     | Regina "Reggie" Lampert                                        | Charade                               |
| 1963 | Hayley Mills       | Nancy Carey                                                    | Summer Magic                          |
| 1963 | Molly Picon        | Sophie Baker                                                   | Come Blow Your Horn                   |
| 1963 | Jill St. John      | Peggy John                                                     | Come Blow Your Horn                   |
| 1963 | Joanne Woodward    | Samantha Blake / Mimi                                          | A New Kind of Love                    |
| 1964 | Julie Andrews †    | Mary Poppins                                                   | Mary Poppins                          |
| 1964 | Audrey Hepburn     | Eliza Doolittle                                                | My Fair Lady                          |
| 1964 | Sophia Loren ‡     | Filumena Martuarno                                             | Marriage Italian-Style                |
| 1964 | Melina Mercouri    | Elizabeth Lipp                                                 | Topkapi                               |
| 1964 | Debbie Reynolds ‡  | Molly Brown                                                    | The Unsinkable Molly Brown            |
| 1965 | Julie Andrews ‡    | Maria Von Trapp                                                | The Sound of Music                    |
| 1965 | Jane Fonda         | Cat Ballou                                                     | Cat Ballou                            |
| 1965 | Barbara Harris     | Dra. Sandra Markowitz                                          | A Thousand Clowns                     |
| 1965 | Rita Tushingham    | Nancy Jones                                                    | The Knack ...and How to Get It        |
| 1965 | Natalie Wood       | Daisy Clover                                                   | Inside Daisy Clover                   |
| 1966 | Lynn Redgrave ‡    | Georgy                                                         | Georgy Girl                           |
| 1966 | Jane Fonda         | Ellen                                                          | Any Wednesday                         |
| 1966 | Elizabeth Hartman  | Barbara Darling                                                | You're a Big Boy Now                  |
| 1966 | Shirley MacLaine   | Nicole Chang                                                   | Gambit                                |
| 1966 | Vanessa Redgrave ‡ | Leonie Delt                                                    | Morgan: A Suitable Case for Treatment |
| 1967 | Anne Bancroft ‡    | Sra. Robinson                                                  | The Graduate                          |
| 1967 | Julie Andrews      | Millie Dillmount                                               | Thoroughly Modern Millie              |
| 1967 | Audrey Hepburn     | Joanna "Jo" Wallace                                            | Two for the Road                      |
| 1967 | Shirley MacLaine   | Paulette / Maria Teresa / Linda / Eve / Edith / Marie / Jeanne | Woman Times Seven                     |
| 1967 | Vanessa Redgrave   | Guinevere                                                      | Camelot                               |
| 1968 | Barbra Streisand † | Fanny Brice                                                    | Funny Girl                            |
| 1968 | Julie Andrews      | Gertrude Lawrence                                              | Star!                                 |
| 1968 | Lucille Ball       | Helen North                                                    | Yours, Mine and Ours                  |
| 1968 | Petula Clark       | Sharon McLongeran                                              | Finian's Rainbow                      |
| 1968 | Gina Lollobrigida  | Carla Campbell                                                 | Buona Sera, Mrs. Campbell             |
| 1969 | Patty Duke §       | Natalie Miller                                                 | Me, Natalie                           |
| 1969 | Ingrid Bergman     | Stephanie Dickinson                                            | Cactus Flower                         |
| 1969 | Dyan Cannon        | Alice Henderson                                                | Bob & Carol & Ted & Alice             |
| 1969 | Kim Darby          | Doris Bolton Owen                                              | Generation                            |
| 1969 | Mia Farrow         | Mary                                                           | John and Mary                         |
| 1969 | Shirley MacLaine   | Charity Hope Valentine                                         | Sweet Charity                         |
| 1969 | Anna Magnani       | Rose Bombolini                                                 | The Secret of Santa Vittoria          |
| 1969 | Barbra Streisand   | Dolly Levi                                                     | Hello, Dolly!                         |

### 1970
| Ano  | Atriz              | Personagem                 | Filme                                     |
| ---- | ------------------ | -------------------------- | ----------------------------------------- |
| 1970 | Carrie Snodgress ‡ | Tina Balser                | Diary of a Mad Housewife                  |
| 1970 | Julie Andrews      | Lili Smith                 | Darling Lili                              |
| 1970 | Sandy Dennis       | Gwen Kellerman             | The Out-of-Towners                        |
| 1970 | Angela Lansbury    | Condessa Erthe Van Orstein | Something for Everyone                    |
| 1970 | Barbra Streisand   | Doris                      | The Owl and the Pussycat                  |
| 1971 | Twiggy §           | Polly Browne               | The Boy Friend                            |
| 1971 | Sandy Duncan       | Amy Cooper                 | Star Spangled Girl                        |
| 1971 | Ruth Gordon        | Maude Chardin              | Harold and Maude                          |
| 1971 | Angela Lansbury    | Eglantine Price            | Bedknobs and Broomsticks                  |
| 1971 | Elaine May         | Henrietta Lowell           | A New Leaf                                |
| 1972 | Liza Minnelli †    | Sally Bowles               | Cabaret                                   |
| 1972 | Carol Burnett      | Tillie                     | Pete 'n' Tillie                           |
| 1972 | Goldie Hawn        | Jill Tanner                | Butterflies Are Free                      |
| 1972 | Juliet Mills       | Pamela Piggott             | Avanti!                                   |
| 1972 | Maggie Smith ‡     | Augusta Bertram            | Travels with My Aunt                      |
| 1973 | Glenda Jackson †   | Vicky Allesio              | A Touch of Class                          |
| 1973 | Yvonne Elliman     | Mary Magdalene             | Jesus Christ Superstar                    |
| 1973 | Cloris Leachman    | Nettie Appleby             | Charley and the Angel                     |
| 1973 | Tatum O'Neal †     | Addie Loggins              | Paper Moon                                |
| 1973 | Liv Ullmann        | Ann Stanley                | 40 Carats                                 |
| 1974 | Raquel Welch §     | Constance Bonacieux        | The Three Musketeers                      |
| 1974 | Lucille Ball       | Mame Dennis                | Mame                                      |
| 1974 | Diahann Carroll ‡  | Claudine                   | Claudine                                  |
| 1974 | Helen Hayes        | Grandma Steinmetz          | Herbie Rides Again                        |
| 1974 | Cloris Leachman    | Frau Blücher               | Young Frankenstein                        |
| 1975 | Ann-Margret ‡      | Nora Walker                | Tommy                                     |
| 1975 | Julie Christie     | Jackie Shawn               | Shampoo                                   |
| 1975 | Goldie Hawn        | Jill                       | Shampoo                                   |
| 1975 | Liza Minnelli      | Claire                     | Lucky Lady                                |
| 1975 | Barbra Streisand   | Fanny Brice                | Funny Lady                                |
| 1976 | Barbra Streisand § | Esther Hoffman             | A Star Is Born                            |
| 1976 | Jodie Foster       | Annabelle Andrews          | Freaky Friday                             |
| 1976 | Barbara Harris     | Ellen Andrew               | Freaky Friday                             |
| 1976 | Barbara Harris     | Blanche Tyler              | Family Plot                               |
| 1976 | Goldie Hawn        | Amanda "Duquesa" Quaid     | The Duchess and the Dirtwater Fox         |
| 1976 | Rita Moreno        | Googie Gomez               | The Ritz                                  |
| 1977 | Diane Keaton †     | Annie Hall                 | Annie Hall                                |
| 1977 | Marsha Mason ‡     | Paula McFadden             | The Goodbye Girl                          |
| 1977 | Sally Field        | Carrie                     | Smokey and the Bandit                     |
| 1977 | Liza Minnelli      | Francine Evans             | New York, New York                        |
| 1977 | Lily Tomlin        | Margo Sperling             | The Late Show                             |
| 1978 | Ellen Burstyn ‡    | Doris                      | Same Time, Next Year                      |
| 1978 | Maggie Smith †     | Diana Barrie               | California Suite                          |
| 1978 | Jacqueline Bisset  | Natasha O'Brien            | Who Is Killing the Great Chefs of Europe? |
| 1978 | Goldie Hawn        | Gloria Mundy               | Foul Play                                 |
| 1978 | Olivia Newton-John | Sandy Olsson               | Grease                                    |
| 1979 | Bette Midler ‡     | Mary Rose Foster           | The Rose                                  |
| 1979 | Julie Andrews      | Samantha Taylor            | 10                                        |
| 1979 | Jill Clayburgh ‡   | Marilyn Holmberg           | Starting Over                             |
| 1979 | Shirley MacLaine   | Eve Rand                   | Being There                               |
| 1979 | Marsha Mason ‡     | Jennie MacLaine            | Chapter Two                               |

### 1980
| Ano  | Atriz                 | Personagem                         | Filme                               |
| ---- | --------------------- | ---------------------------------- | ----------------------------------- |
| 1980 | Sissy Spacek †        | Loretta Lynn                       | Coal Miner's Daughter               |
| 1980 | Irene Cara            | Coco Hernandez                     | Fame                                |
| 1980 | Goldie Hawn ‡         | Judy Benjamin                      | Private Benjamin                    |
| 1980 | Bette Midler / Miss M | Bette Midler / Miss M              | Divine Madness!                     |
| 1980 | Dolly Parton          | Doralee Rhodes                     | Nine to Five                        |
| 1981 | Bernadette Peters §   | Eileen Everson                     | Pennies from Heaven                 |
| 1981 | Blair Brown           | Dr. Nell Porter                    | Continental Divide                  |
| 1981 | Carol Burnett         | Kate Borroughs                     | The Four Seasons                    |
| 1981 | Jill Clayburgh        | Ruth Loomis                        | First Monday in October             |
| 1981 | Liza Minnelli         | Linda Marolla                      | Arthur                              |
| 1982 | Julie Andrews ‡       | Victoria Grant / Victor Grezhinski | Victor/Victoria                     |
| 1982 | Carol Burnett         | Miss Hannigan                      | Annie                               |
| 1982 | Sally Field           | Kay                                | Kiss Me Goodbye                     |
| 1982 | Goldie Hawn           | Paula McCullen                     | Best Friends                        |
| 1982 | Dolly Parton          | Mona Stangley                      | The Best Little Whorehouse in Texas |
| 1982 | Aileen Quinn          | Annie                              | Annie                               |
| 1983 | Julie Walters ‡       | Rita                               | Educating Rita                      |
| 1983 | Anne Bancroft         | Anna Bronski                       | To Be or Not to Be                  |
| 1983 | Jennifer Beals        | Alex Owens                         | Flashdance                          |
| 1983 | Linda Ronstadt        | Mabel                              | The Pirates of Penzance             |
| 1983 | Barbra Streisand      | Yentl / Anschel                    | Yentl                               |
| 1984 | Kathleen Turner §     | Joan Wilder                        | Romancing the Stone                 |
| 1984 | Anne Bancroft         | Estelle Rolfe                      | Garbo Talks                         |
| 1984 | Mia Farrow            | Tina Vitale                        | Broadway Danny Rose                 |
| 1984 | Shelley Long          | Lucy Brodsky                       | Irreconcilable Differences          |
| 1984 | Lily Tomlin           | Edwina Cutwater                    | All of Me                           |
| 1985 | Kathleen Turner §     | Irene Walker                       | Prizzi's Honor                      |
| 1985 | Rosanna Arquette      | Roberta                            | Desperately Seeking Susan           |
| 1985 | Glenn Close           | Maxie                              | Maxie                               |
| 1985 | Mia Farrow            | Cecilia                            | The Purple Rose of Cairo            |
| 1985 | Sally Field           | Emma Moriarty                      | Murphy's Romance                    |
| 1986 | Sissy Spacek ‡        | Rebecca Magrath Botrelle           | Crimes of the Heart                 |
| 1986 | Julie Andrews         | Gillian Fairchild                  | That's Life!                        |
| 1986 | Melanie Griffith      | Audrey Hankel                      | Something Wild                      |
| 1986 | Jessica Lange         | Margaret Magrath                   | Crimes of the Heart                 |
| 1986 | Kathleen Turner ‡     | Peggy Sue                          | Peggy Sue Got Married               |
| 1987 | Cher †                | Loretta Castorini                  | Moonstruck                          |
| 1987 | Jennifer Grey         | Frances "Baby" Houseman            | Dirty Dancing                       |
| 1987 | Holly Hunter ‡        | Jane Craig                         | Broadcast News                      |
| 1987 | Diane Keaton          | C.J. Wiatt                         | Baby Boom                           |
| 1987 | Bette Midler          | Sandy Bronzinsky                   | Outrageous Fortune                  |
| 1988 | Melanie Griffith ‡    | Tess McGill                        | Working Girl                        |
| 1988 | Jamie Lee Curtis      | Wanda                              | A Fish Called Wanda                 |
| 1988 | Amy Irving            | Delancey                           | Crossing Delancey                   |
| 1988 | Michelle Pfeiffer     | Angela DeMarco                     | Married to the Mob                  |
| 1988 | Susan Sarandon        | Annie Savoy                        | Bull Durham                         |
| 1989 | Jessica Tandy †       | Daisy Werthan                      | Driving Miss Daisy                  |
| 1989 | Pauline Collins ‡     | Shirley Valentine Bradshaw         | Shirley Valentine                   |
| 1989 | Meg Ryan              | Sally Albright                     | When Harry Met Sally...             |
| 1989 | Meryl Streep          | Mary Fisher                        | She-Devil                           |
| 1989 | Kathleen Turner       | Barbara Rose                       | The War of the Roses                |

### 1990
| Ano  | Atriz                | Personagem                               | Filme                         |
| ---- | -------------------- | ---------------------------------------- | ----------------------------- |
| 1990 | Julia Roberts ‡      | Vivian Ward                              | Pretty Woman                  |
| 1990 | Mia Farrow           | Alice                                    | Alice                         |
| 1990 | Andie MacDowell      | Bronte Mitchell                          | Green Card                    |
| 1990 | Demi Moore           | Molly Jensen                             | Ghost                         |
| 1990 | Meryl Streep ‡       | Suzanne Vale                             | Postcards from the Edge       |
| 1991 | Bette Midler ‡       | Dixie Leonard                            | For the Boys                  |
| 1991 | Ellen Barkin         | Amanda Brooks                            | Switch                        |
| 1991 | Kathy Bates          | Evelyn Couch                             | Fried Green Tomatoes          |
| 1991 | Anjelica Huston      | Mortícia Addams                          | The Addams Family             |
| 1991 | Michelle Pfeiffer    | Frankie                                  | Frankie and Johnny            |
| 1992 | Miranda Richardson § | Rose Arbuthnot                           | Enchanted April               |
| 1992 | Geena Davis          | Dottie Hinson                            | A League of Their Own         |
| 1992 | Whoopi Goldberg      | Deloris van Cartier / Irmã Mary Clarence | Sister Act                    |
| 1992 | Shirley MacLaine     | Pearl Berman                             | Used People                   |
| 1992 | Meryl Streep         | Madeline Ashton                          | Death Becomes Her             |
| 1993 | Angela Bassett ‡     | Tina Turner                              | What's Love Got to Do with It |
| 1993 | Stockard Channing    | Ouisa Kittredge                          | Six Degrees of Separation     |
| 1993 | Anjelica Huston      | Mortícia Addams                          | Addams Family Values          |
| 1993 | Diane Keaton         | Carol Lipton                             | Manhattan Murder Mystery      |
| 1993 | Meg Ryan             | Annie Reed                               | Sleepless in Seattle          |
| 1994 | Jamie Lee Curtis §   | Helen Tasker                             | True Lies                     |
| 1994 | Geena Davis          | Julia Mann                               | Speechless                    |
| 1994 | Andie MacDowell      | Carrie                                   | Four Weddings and a Funeral   |
| 1994 | Shirley MacLaine     | Tess Carlisle                            | Guarding Tess                 |
| 1994 | Emma Thompson        | Dra. Diana Redding                       | Junior                        |
| 1995 | Nicole Kidman §      | Suzanne Stone-Maretto                    | To Die For                    |
| 1995 | Annette Bening       | Sydney Ellen Wade                        | The American President        |
| 1995 | Sandra Bullock       | Lucy Eleanor Moderatz                    | While You Were Sleeping       |
| 1995 | Toni Collette        | Muriel Heslop                            | Muriel's Wedding              |
| 1995 | Vanessa Redgrave     | Miss Bentley                             | A Month by the Lake           |
| 1996 | Madonna §            | Eva Perón                                | Evita                         |
| 1996 | Glenn Close          | Cruella de Vil                           | 101 Dalmatians                |
| 1996 | Frances McDormand †  | Marge Gunderson                          | Fargo                         |
| 1996 | Debbie Reynolds      | Beatrice Henderson                       | Mother                        |
| 1996 | Barbra Streisand     | Rose Morgan                              | The Mirror Has Two Faces      |
| 1997 | Helen Hunt †         | Carol Connelly                           | As Good as It Gets            |
| 1997 | Joey Lauren Adams    | Alyssa Jones                             | Chasing Amy                   |
| 1997 | Pam Grier            | Jackie Brown                             | Jackie Brown                  |
| 1997 | Jennifer Lopez       | Selena                                   | Selena                        |
| 1997 | Julia Roberts        | Julianne Potters                         | My Best Friend's Wedding      |
| 1998 | Gwyneth Paltrow †    | Viola de Lesseps                         | Shakespeare in Love           |
| 1998 | Cameron Diaz         | Mary Jensen                              | There's Something About Mary  |
| 1998 | Jane Horrocks        | Laura Hoff                               | Little Voice                  |
| 1998 | Christina Ricci      | Deedee Truitt                            | The Opposite of Sex           |
| 1998 | Meg Ryan             | Kathleen Kelly                           | You've Got Mail               |
| 1999 | Janet McTeer ‡       | Mary Jo Walker                           | Tumbleweeds                   |
| 1999 | Julianne Moore       | Sra. Laura Cheveley                      | An Ideal Husband              |
| 1999 | Julia Roberts        | Anna Scott                               | Notting Hill                  |
| 1999 | Sharon Stone         | Sarah Little                             | The Muse                      |
| 1999 | Reese Witherspoon    | Tracy Flick                              | Election                      |

### 2000
| Ano  | Atriz                  | Personagem                       | Filme                                 |
| ---- | ---------------------- | -------------------------------- | ------------------------------------- |
| 2000 | Renée Zellweger §      | Betty Sizemore                   | Nurse Betty                           |
| 2000 | Juliette Binoche ‡     | Vianne Rocher                    | Chocolat                              |
| 2000 | Brenda Blethyn         | Grace Trevethyn                  | Saving Grace                          |
| 2000 | Sandra Bullock         | Gracie Hart                      | Miss Congeniality                     |
| 2000 | Tracey Ullman          | Frenchy                          | Small Time Crooks                     |
| 2001 | Nicole Kidman ‡        | Satine                           | Moulin Rouge!                         |
| 2001 | Thora Birch            | Enid                             | Ghost World                           |
| 2001 | Cate Blanchett         | Kate Wheeler                     | Bandits                               |
| 2001 | Reese Witherspoon      | Elle Woods                       | Legally Blonde                        |
| 2001 | Renée Zellweger ‡      | Bridget Jones                    | Bridget Jones's Diary                 |
| 2002 | Renée Zellweger ‡      | Roxie Hart                       | Chicago                               |
| 2002 | Maggie Gyllenhaal      | Lee Holloway                     | Secretary                             |
| 2002 | Goldie Hawn            | Suzette                          | The Banger Sisters                    |
| 2002 | Nia Vardalos           | Toula Portokalos                 | My Big Fat Greek Wedding              |
| 2002 | Catherine Zeta-Jones † | Velma Kelly                      | Chicago                               |
| 2003 | Diane Keaton ‡         | Erica Jane Barry                 | Something's Gotta Give                |
| 2003 | Jamie Lee Curtis       | Dra. Tess Coleman / Anna Coleman | Freaky Friday                         |
| 2003 | Scarlett Johansson     | Charlotte                        | Lost in Translation                   |
| 2003 | Diane Lane             | Frances Mayes                    | Under the Tuscan Sun                  |
| 2003 | Helen Mirren           | Chris Harper                     | Calendar Girls                        |
| 2004 | Annette Bening ‡       | Julia Lambert                    | Being Julia                           |
| 2004 | Ashley Judd            | Linda Porter                     | De-Lovely                             |
| 2004 | Emmy Rossum            | Christine Daaé                   | The Phantom of the Opera              |
| 2004 | Kate Winslet ‡         | Clementine Kruczynski            | Eternal Sunshine of the Spotless Mind |
| 2004 | Renée Zellweger        | Bridget Jones                    | Bridget Jones: The Edge of Reason     |
| 2005 | Reese Witherspoon †    | June Carter Cash                 | Walk the Line                         |
| 2005 | Judi Dench ‡           | Laura Henderson                  | Mrs. Henderson Presents               |
| 2005 | Keira Knightley ‡      | Elizabeth Bennet                 | Pride & Prejudice                     |
| 2005 | Laura Linney           | Joan Berkman                     | The Squid and the Whale               |
| 2005 | Sarah Jessica Parker   | Meredith Morton                  | The Family Stone                      |
| 2006 | Meryl Streep ‡         | Miranda Priestly                 | The Devil Wears Prada                 |
| 2006 | Annette Bening         | Deirdre Burroughs                | Running with Scissors                 |
| 2006 | Toni Collette          | Sheryl Hoover                    | Little Miss Sunshine                  |
| 2006 | Beyoncé Knowles        | Deena Jones                      | Dreamgirls                            |
| 2006 | Renée Zellweger        | Beatrix Potter                   | Miss Potter                           |
| 2007 | Marion Cotillard †     | Édith Piaf                       | La môme (La Vie en Rose)              |
| 2007 | Amy Adams              | Giselle                          | Enchanted                             |
| 2007 | Nikki Blonsky          | Tracy Turnblad                   | Hairspray                             |
| 2007 | Helena Bonham Carter   | Sra. Lovett                      | Sweeney Todd                          |
| 2007 | Elliot Page ‡          | Juno MacGuff                     | Juno                                  |
| 2008 | Sally Hawkins §        | Poppy Cross                      | Happy-Go-Lucky                        |
| 2008 | Rebecca Hall           | Vicky                            | Vicky Cristina Barcelona              |
| 2008 | Frances McDormand      | Linda Litzke                     | Burn After Reading                    |
| 2008 | Meryl Streep           | Donna Sheridan                   | Mamma Mia!                            |
| 2008 | Emma Thompson          | Kate Walker                      | Last Chance Harvey                    |
| 2009 | Meryl Streep ‡         | Julia Child                      | Julie & Julia                         |
| 2009 | Sandra Bullock         | Margaret Tate                    | The Proposal                          |
| 2009 | Marion Cotillard       | Luisa Contini                    | Nine                                  |
| 2009 | Julia Roberts          | Claire Stenwick                  | Duplicity                             |
| 2009 | Meryl Streep           | Jane Adler                       | It's Complicated                      |

### 2010
| Ano  | Atriz               | Personagem                           | Filme                          |
| ---- | ------------------- | ------------------------------------ | ------------------------------ |
| 2010 | Annette Bening ‡    | Dra. Nicole "Nic" Allgood            | The Kids Are All Right         |
| 2010 | Anne Hathaway       | Maggie Murdock                       | Love and Other Drugs           |
| 2010 | Angelina Jolie      | Elise Ward                           | The Tourist                    |
| 2010 | Julianne Moore      | Julianne "Jules" Allgood             | The Kids Are All Right         |
| 2010 | Emma Stone          | Olive Penderghast                    | Easy A                         |
| 2011 | Michelle Williams ‡ | Marilyn Monroe                       | My Week with Marilyn           |
| 2011 | Jodie Foster        | Penelope Longstreet                  | Carnage                        |
| 2011 | Charlize Theron     | Mavis Gary                           | Young Adult                    |
| 2011 | Kristen Wiig        | Annie Walker                         | Bridesmaids                    |
| 2011 | Kate Winslet        | Nancy Cowan                          | Carnage                        |
| 2012 | Jennifer Lawrence † | Tiffany Maxwell                      | Silver Linings Playbook        |
| 2012 | Emily Blunt         | Harriet Chetwode-Talbot              | Salmon Fishing in the Yemen    |
| 2012 | Judi Dench          | Evelyn Greenslade                    | The Best Exotic Marigold Hotel |
| 2012 | Maggie Smith        | Jean Horton                          | Quartet                        |
| 2012 | Meryl Streep        | Kay Soames                           | Hope Springs                   |
| 2013 | Amy Adams ‡         | Sydney Prosser / Lady Edith Greensly | American Hustle                |
| 2013 | Julie Delpy         | Céline                               | Before Midnight                |
| 2013 | Greta Gerwig        | Frances Halladay                     | Frances Ha                     |
| 2013 | Julia Louis-Dreyfus | Eva                                  | Enough Said                    |
| 2013 | Meryl Streep ‡      | Violet Weston                        | August: Osage County           |
| 2014 | Amy Adams §         | Margaret Keane                       | Big Eyes                       |
| 2014 | Emily Blunt         | A Esposa do Padeiro                  | Into the Woods                 |
| 2014 | Helen Mirren        | Madame Mallory                       | The Hundred-Foot Journey       |
| 2014 | Julianne Moore      | Havana Segrand                       | Maps to the Stars              |
| 2014 | Quvenzhané Wallis   | Annie                                | Annie                          |
| 2015 | Jennifer Lawrence ‡ | Joy Mangano                          | Joy                            |
| 2015 | Melissa McCarthy    | Susan Cooper / Penny Morgan          | Spy                            |
| 2015 | Amy Schumer         | Amy Townsend                         | Trainwreck                     |
| 2015 | Maggie Smith        | Mary Shepherd / Margaret Fairchild   | The Lady in the Van            |
| 2015 | Lily Tomlin         | Elle Reid                            | Grandma                        |
| 2016 | Emma Stone †        | Mia Dolan                            | La La Land                     |
| 2016 | Annette Bening      | Dorothea Fields                      | 20th Century Women             |
| 2016 | Lily Collins        | Marla Mabrey                         | Rules Don't Apply              |
| 2016 | Hailee Steinfeld    | Nadine                               | The Edge of Seventeen          |
| 2016 | Meryl Streep ‡      | Florence Foster Jenkins              | Florence Foster Jenkins        |
| 2017 | Saoirse Ronan ‡     | Christine "Lady Bird" McPherson      | Lady Bird                      |
| 2017 | Judi Dench          | Rainha Victoria do Reino Unido       | Victoria & Abdul               |
| 2017 | Helen Mirren        | Ella                                 | The Leisure Seeker             |
| 2017 | Margot Robbie ‡     | Tonya Harding                        | I, Tonya                       |
| 2017 | Emma Stone          | Billie Jean King                     | Battle of the Sexes            |
| 2018 | Olivia Colman †     | Rainha Anne da Grã-Bretanha          | The Favourite                  |
| 2018 | Emily Blunt         | Mary Poppins                         | Mary Poppins Returns           |
| 2018 | Elsie Fisher        | Kayla Day                            | Eighth Grade                   |
| 2018 | Charlize Theron     | Marlo Moreau                         | Tully                          |
| 2018 | Constance Wu        | Rachel Chu                           | Crazy Rich Asians              |
| 2019 | Awkwafina §         | Billi Wang                           | The Farewell                   |
| 2019 | Ana de Armas        | Marta Cabrera                        | Knives Out                     |
| 2019 | Cate Blanchett      | Bernadette Fox                       | Where'd You Go, Bernadette     |
| 2019 | Beanie Feldstein    | Molly Davidson                       | Booksmart                      |
| 2019 | Emma Thompson       | Katherine Newbury                    | Late Night                     |

### 2020
| Ano  | Atriz                | Personagem                              | Filme                             |
| ---- | -------------------- | --------------------------------------- | --------------------------------- |
| 2020 | Rosamund Pike §      | Marla Grayson                           | I Care a Lot                      |
| 2020 | Maria Bakalova ‡     | Tutar Sagdiyev                          | Borat Subsequent Moviefilm        |
| 2020 | Kate Hudson          | Kazu Gamble                             | Music                             |
| 2020 | Michelle Pfeiffer    | Frances Price                           | French Exit                       |
| 2020 | Anya Taylor-Joy      | Emma Woodhouse                          | Emma                              |
| 2021 | Rachel Zegler §      | Maria Vasquez                           | West Side Story                   |
| 2021 | Marion Cotillard     | Ann Defrasnoux                          | Annette                           |
| 2021 | Alana Haim           | Alana Kane                              | Licorice Pizza                    |
| 2021 | Jennifer Lawrence    | Kate Dibiasky                           | Don't Look Up                     |
| 2021 | Emma Stone           | Cruella de Vil                          | Cruella                           |
| 2022 | Michelle Yeoh †      | Evelyn Quan Wang                        | Everything Everywhere All at Once |
| 2022 | Lesley Manville      | Ada Harris                              | Mrs. Harris Goes to Paris         |
| 2022 | Margot Robbie        | Nellie LaRoy                            | Babylon                           |
| 2022 | Anya Taylor-Joy      | Margot Mills / Erin                     | The Menu                          |
| 2022 | Emma Thompson        | Nancy Stokes / Susan Robinson           | Good Luck to You, Leo Grande      |
| 2023 | Emma Stone †         | Bella Baxter                            | Poor Things                       |
| 2023 | Fantasia Barrino     | Celie Harris-Johnson                    | The Color Purple                  |
| 2023 | Jennifer Lawrence    | Maddie Barker                           | No Hard Feelings                  |
| 2023 | Natalie Portman      | Elizabeth Berry                         | May December                      |
| 2023 | Alma Pöysti          | Ansa                                    | Kuolleet lehdet (Fallen Leaves)   |
| 2023 | Margot Robbie        | Barbie                                  | Barbie                            |
| 2024 | Demi Moore ‡         | Elisabeth Sparkle                       | The Substance                     |
| 2024 | Amy Adams            | Mãe                                     | Nightbitch                        |
| 2024 | Cynthia Erivo ‡      | Elphaba Thropp                          | Wicked                            |
| 2024 | Karla Sofía Gascón ‡ | Emilia Pérez / Juan "Manitas" Del Monte | Emilia Pérez                      |
| 2024 | Mikey Madison †      | Anora "Ani" Mikheeva                    | Anora                             |
| 2024 | Zendaya              | Tashi Duncan                            | Challengers                       |